# باشگاه فوتبال ولس
وُلُس (یونانی: Π.Α.Ε. Νέος Ποδοσφαιρικός Σύλλογος Βόλου) یک باشگاه فوتبال حرفه‌ای یونان است که در ولس، مگنزیا، یونان مستقر است. این باشگاه در حال حاضر در سوپر لیگ فوتبال یونان، بالاترین سطح فوتبال یونان، شرکت می‌کند.ولس بازی های خانگی خود را در ورزشگاه پانتسالیکو انجام می دهد.

## تاریخچه
پس از سال‌ها تلاش و مذاکرات ناموفق بین دو باشگاه فوتبال قدیمی شهر ولس (نیکی و المپیاکوس ولس) جهت ادغام و ایجاد یک باشگاه فوتبال قوی برای شهر، سرانجام در آوریل ۲۰۱۷ بحث‌ها و تلاش‌های آکیلیس بیوس، شهردار ولس، منجر به ایجاد یک باشگاه فوتبال جدید به نام ولس شد که در نهایت در تاریخ ۲ ژوئن همان سال، به صورت عمومی معارفه گردید.

## افتخارات
لیگ‌ها:
- لیگ فوتبال (دسته دوم )

قهرمان (۱): ۲۰۱۸–۲۰۱۹
- گاما اتنیکی (سطح سوم)

قهرمان (۱): ۲۰۱۷–۲۰۱۸